# Graeme Brown
Graeme Allen Brown (Darwin, 9 april 1979) is een Australisch voormalig baan- en wegwielrenner die in 2016 zijn carrière afsloot bij Drapac Professional Cycling.
Brown begon te fietsen op 17-jarige leeftijd. Zijn profwielerloopbaan nam aanvang in 2002 bij Panaria-Fiordo. Daar kwam hij zowel op de weg als op de baan uit. Als baanwielrenner won hij op de Olympische Spelen in 2004 tweemaal goud: de ploegkoers won hij aan de zijde van Stuart O'Grady. Daarnaast maakte hij ook deel uit van het winnende kwartet op de Olympische ploegenachtervolging (samen met Bradley McGee, Brett Lancaster en Luke Roberts). Vanwege deze resultaten ontving hij in 2005 de Medaille van de Orde van Australië.
Toen hij in 2006 naar Rabobank vertrok, ging hij zich enkel en alleen op de weg richten: hij moest de nieuwe sprinter worden bij deze ploeg. Brown was een pure massasprinter en stond bekend als een brokkenpiloot binnen het peloton. De Australiër veroorzaakte menig valpartij in de finale van een wedstrijd. De Ronde van Langkawi is een wedstrijd die hem goed lag; hij won er negen etappes.

## Baanwielrennen

### Palmares
| Jaar     | AK                                  | OK       | WK                   | Overig                                                                  |
| Junioren | Junioren                            | Junioren | Junioren             | Junioren                                                                |
| -------- | ----------------------------------- | -------- | -------------------- | ----------------------------------------------------------------------- |
| 1996     | Sprint                              |          |                      |                                                                         |
| 1997     | Ploegenachtervolging, Achtervolging |          | Ploegenachtervolging |                                                                         |
| Elite    |                                     |          |                      |                                                                         |
| 1999     | Puntenkoers                         |          |                      | WB San Francisco: Ploegenachtervolging WB Cali: Ploegenachtervolging    |
| 2000     | Ploegenachtervolging                |          |                      | 6daagse Nouméa                                                          |
| 2001     |                                     |          |                      |                                                                         |
| 2002     |                                     |          |                      | WB Mouskou: Puntenkoers Gemenebestspelen: Ploegenachtervolging, Scratch |
| 2003     | Ploegkoers                          |          | Ploegenachtervolging |                                                                         |
| 2004     |                                     |          |                      | OS: Ploegenachtervolging, Ploegkoers                                    |
|          |                                     |          |                      |                                                                         |
| 2008     |                                     |          | Ploegenachtervolging |                                                                         |

## Wegwielrennen

### Overwinningen
1998
8e etappe Commonwealth Bank Classic
2000
7e en 16e etappe Commonwealth Bank Classic
5e etappe Jayco Bay Classic
2001
 Australisch kampioen op de weg, Beloften
1e etappe Tour Down Under
Sprintklassement Tour Down Under
6e etappe deel B Giro delle Regioni
6e etappe Ronde van Japan
2002
6e en 10e etappe Ronde van Langkawi
2003
6e etappe Tour Down Under
5e en 7e etappe Ronde van Langkawi
2004
5e etappe Jayco Bay Classic
2005
1e, 5e, 7e, 9e en 10e etappe Ronde van Langkawi
2006
4e en 8e etappe Ronde van Duitsland
Tour de Rijke
2007
1e etappe Ronde van Californië
3e etappe Ronde van Murcia
2e etappe Ronde van Polen
2008
Trofeo Cala Millor
1e etappe Ronde van Murcia
2009
2e etappe Jayco Bay Classic
Eindklassement Jayco Bay Classic
3e etappe Tour Down Under
1e en 5e etappe Ronde van Murcia
Nokere Koerse
Omloop van het Houtland
2010
1e etappe Jayco Bay Classic
8e etappe Ronde van Oostenrijk

### Resultaten in voornaamste wedstrijden
| Jaar | Ronde van Italië | Ronde van Frankrijk | Ronde van Spanje |
| ---- | ---------------- | ------------------- | ---------------- |
| 2002 | buiten tijd      |                     |                  |
| 2003 | buiten tijd      |                     |                  |
| 2004 |                  |                     |                  |
| 2006 | opgave           |                     |                  |
| 2007 | opgave           |                     |                  |
| 2008 | opgave           |                     |                  |
| 2009 |                  |                     |                  |
| 2010 | 130e             |                     |                  |
| 2011 | buiten tijd      |                     |                  |
| 2012 | opgave           |                     |                  |
| 2013 |                  |                     | opgave           |

| Jaar | Milaan-San Remo | Gent-Wevelgem | Ronde van Vlaanderen | Parijs-Tours |  | Wereldranglijsten |
| ---- | --------------- | ------------- | -------------------- | ------------ |  | ----------------- |
| 2002 | 160e            |               |                      |              |  |                   |
| 2003 |                 |               |                      |              |  |                   |
| 2004 | 184e            |               |                      |              |  |                   |
| 2006 |                 |               | opgave               | 55e          |  | 143e (UPT)        |
| 2007 |                 | 74e           |                      |              |  | 168e (UPT)        |
| 2008 |                 | 93e           |                      |              |  | 101e (UPT)        |
| 2009 |                 | opgave        |                      |              |  | 130e (UWK)        |
| 2010 |                 | 48e           |                      |              |  | 149e (UWK)        |
| 2011 |                 | 155e          |                      | 81e          |  | 185e (UWT)        |
| 2012 |                 |               |                      |              |  |                   |
| 2013 |                 |               |                      | 20e          |  |                   |

## Ploegen
- 2002 –  Panaria-Fiordo
- 2003 –  Panaria-Fiordo
- 2004 –  Ceramica Panaria-Margres
- 2005 –  Ceramica Panaria-Navigare
- 2006 –  Rabobank
- 2007 –  Rabobank
- 2008 –  Rabobank
- 2009 –  Rabobank
- 2010 –  Rabobank
- 2011 –  Rabobank
- 2012 –  Rabobank
- 2013 –  Belkin-Pro Cycling Team [a]
- 2014 –  Belkin-Pro Cycling Team
- 2015 –  Drapac Professional Cycling
- 2016 –  Drapac Professional Cycling

1. ↑  Tot de Ronde van Frankrijk heette de ploeg Blanco-Pro Cycling Team, maar na het aantrekken van Belkin als hoofdsponsor werd de naam veranderd.

2000: Brett Aitken & Scott McGrory ·
2004: Stuart O'Grady & Graeme Brown ·
2008: Juan Curuchet & Walter Pérez ·
2020: Lasse Norman Hansen & Michael Mørkøv ·
2024: Iúri Leitão & Rui Oliveira
1908: Jones, Kingsbury, Meredith, Payne ·
1920: Magnani, Carli, Ferrario, Giorgetti ·
1924: De Martini, Dinale, Menegazzi, Zucchetti ·
1928: Facciani, Gaioni, Lusiani, Tasselli ·
1932: Pedretti, Borsari, Cimatti, Ghilardi ·
1936: Nizerhy, Charpentier, Goujon, Lapébie ·
1948: Decanali, Adam, Blusson, Coste ·
1952: Morettini, Campana, de Rossi, Messina ·
1956: Gasparella, Domenicali, Faggin, Gandini ·
1960: Vigna, Arienti, Testa, Vallotto ·
1964: Streng, Claesges, Henrichs, Link ·
1968: Lyngemark, Olsen, Asmussen, Jensen ·
1972: Schumacher, Colombo, Haritz, Hempel ·
1976: Vonhof, Braun, Lutz, Schumacher ·
1980: Manakov, Movtsjan, Ossokin, Petrakov ·
1984: Grenda, Turtur, Nichols, Woods ·
1988: Jekimov, Kasputis, Neljoebin, Oemaras ·
1992: Fulst, Glöckner, Lehmann, Steinweg ·
1996: Capelle, Ermenault, Monin, Moreau ·
2000: Fulst, Bartko, Becke, Lehmann ·
2004: Brown, McGee, Lancaster, Roberts ·
2008: Clancy, Manning, Thomas, Wiggins · 
2012: Burke, Clancy, Kennaugh, Thomas · 
2016: Burke, Clancy, Doull, Wiggins · 
2020: Consonni, Ganna, Lamon, Milan · 
2024:  Bleddyn, Welsford, Leahy, O'Brien
Ardila ·
Boogerd ·
Boven ·
Brown ·
E. Dekker ·
T. Dekker ·
Eltink ·
Flecha ·
Freire · 
de Groot ·
Hayman · 
Horrillo ·
Kolobnev ·
Löwik ·
de Maar ·
Mensjov ·
Niermann ·
Posthuma ·
Rasmussen ·
Reus ·
Scheuneman ·
Sentjens ·
Vastaranta ·
Veneberg ·
Walker ·
Wauters ·
Weening
Ardila ·
van Bon ·
Boogerd ·
Boven ·
Brown ·
Dekker ·
Eltink ·
Flecha ·
Flens ·
Freire · 
Gesink ·
de Groot ·
Hayman · 
van Heeswijk ·
Horrillo ·
Kozontsjoek ·
Langeveld ·
Löwik ·
de Maar ·
Mensjov ·
Moerenhout ·
Niermann ·
Posthuma ·
Rasmussen (tot 31/07) ·
Reus ·
Veneberg ·
Walker ·
Weening
Ardila ·
Boven (tot 16/04) ·
Brown ·
ten Dam ·
Dekker (tot 14/08) ·
Elijzen ·
Eltink ·
Flecha ·
Flens ·
Freire · 
Gesink ·
de Groot ·
Hayman · 
Horrillo ·
Kozontsjoek ·
Langeveld ·
Leezer ·
Löwik ·
de Maar ·
Martens ·
Mensjov ·
Moerenhout ·
Mollema ·
Niermann ·
Posthuma ·
Reus ·
Tankink ·
Walker ·
Weening ·
van Emden (stagiair) 
Ardila ·
Boom ·
Brown ·
Clement ·
ten Dam ·
van Emden ·
Flecha ·
Flens ·
Freire · 
Gárate ·
Gesink ·
de Groot ·
Hayman · 
Horrillo ·
Kozontsjoek ·
Langeveld ·
Leezer ·
de Maar ·
Martens ·
Mensjov ·
Moerenhout ·
Mollema ·
Niermann ·
Nuyens ·
Posthuma ·
Reus ·
Stamsnijder ·
Tankink ·
Tjallingii ·
Weening
Ardila ·
Boom ·
Brown ·
Clement ·
ten Dam ·
van Emden ·
Flens ·
Freire · 
Gárate ·
Gesink ·
Kozontsjoek ·
Kruijswijk ·
Langeveld ·
Leezer ·
Martens ·
Mensjov ·
Moerenhout ·
Mollema ·
Niermann ·
Nuyens ·
Posthuma ·
Reus (tot 31/08) ·
Stamsnijder ·
Tankink ·
Tjallingii ·
Weening ·
van Winden · 
Bol (stagiair)
Barredo ·
Boom ·
Bos ·
Breschel ·
Brown ·
Clement ·
ten Dam ·
van Emden ·
Flens ·
Freire · 
Gárate ·
Gesink ·
Kruijswijk ·
Langeveld ·
Leezer ·
Martens ·
Matthews ·
Mollema ·
Niermann ·
Sánchez ·
Slagter ·
Tankink ·
Tjallingii ·
Vermeltfoort ·
Weening ·
van Winden · 
Wynants ·
Goos (stagiair)
Barredo ·
Bol · 
Boom ·
Bos ·
Breschel ·
Brown ·
Clement ·
ten Dam ·
van Emden ·
Flens ·
Gárate ·
Gesink ·
Kelderman ·
Kruijswijk ·
Leezer ·
Martens ·
Matthews ·
Mollema ·
Niermann ·
Renshaw ·
Sánchez ·
Slagter ·
Tankink ·
Tjallingii ·
Vermeltfoort ·
van Winden · 
Wynants ·
Goos (stagiair)
Bobridge · 
Bol · 
Boom ·  
Bos · 
Brown · 
Clement · 
Flens · 
Gárate · 
Gesink · 
Goos ·  
Hofland · 
Kelderman · 
Kruijswijk · 
Leezer · 
Martens · 
Mollema · 
Nordhaug · 
Renshaw ·
Tankink · 
Tanner · 
ten Dam · 
Tjallingii ·  
van Emden · 
van Winden · 
Vanmarcke · 
Wagner · 
Wynants · 
Slik (stagiair)
Bobridge · Bol · Boom ·  Bos · Brown · Clement · Flens · Gárate · Gesink · Goos · Hivert · Hofland · Keizer · Kelderman · Kruijswijk · Leezer · Markus · Martens · Mollema · Nordhaug · Tankink · Tanner · ten Dam · Tjallingii · van der Lijke · van Emden · van Winden · Vanmarcke · Wagner · Wynants · Tusveld (stagiair)
Brown · Clarke · Girdlestone · Hucker · Jones · Kerby · Kohler · Koning · Lapthorne · Meyer · Norris · Peterson · Phelan · Roe · Rudolph · Spokes · Sulzberger · Wippert · Canty (stagiair) · Evans (stagiair)
Brown · Canty · Clarke · Earle · Evans · Jones · Kerby · Koning · Lowndes · Mannion · Meyer · Mouris · Norris · Phelan · Roe · Scully · Spokes · Sulzberger